# Place des Trois-Croix
La place des Trois-Croix (polonais : Plac Trzech Krzyży) est une place de l'arrondissement de Śródmieście (Centre-ville) à Varsovie, capitale de la Pologne. Elle relie ulica Nowy Świat (rue du Nouveau-Monde), au nord, et l'aleje Ujazdowskie, au sud.

## Histoire
Jusqu'au XVIIIe siècle, la zone occupée par la place n'est guère plus qu'un terrain ouvert peu peuplé au sud des limites de la ville de Varsovie.
Pendant le règne du roi Auguste II, entre 1724 et 1731, un chemin de croix est créé. La première station est alors située près de la place actuelle, tandis que la dernière station se situe à côté du château Ujazdów au sud. La première station abrite deux croix dorées.
En 1752, le grand maréchal de la Couronne, Franciszek Bieliński (pl) fait ériger une statue de Jean Népomucène, portant également une croix. La population surnomme alors l'endroit le « carrefour des Croix-d'Or » (Rozdroże złotych krzyży).

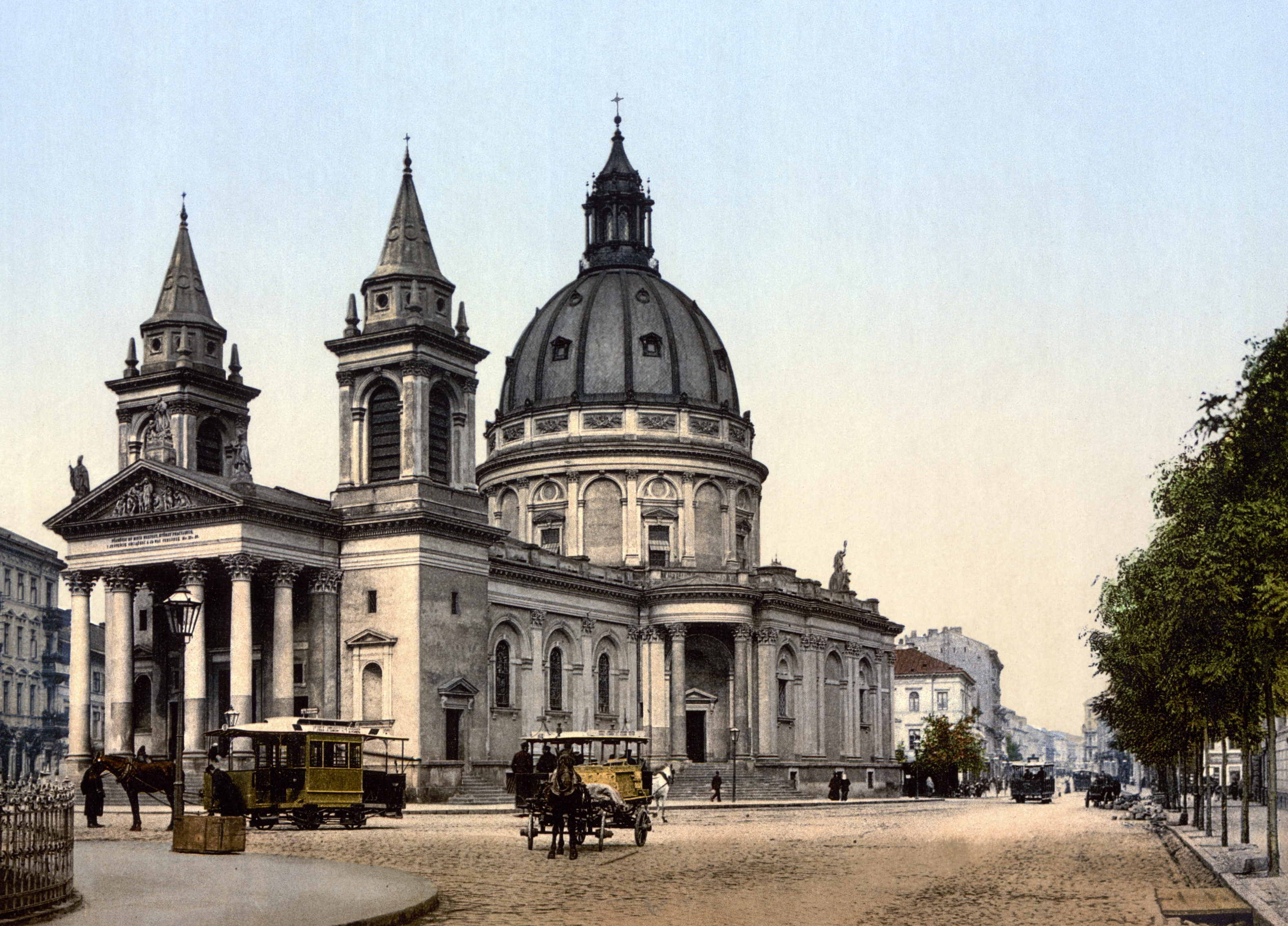
L'église Saint-Alexandre, vers 1900

En 1818-1825 une église néo-classique est érigée, sur les plans de l'architecte Chrystian Piotr Aigner (pl). Il s'agit de l'actuelle église Saint-Alexandre. Nommée ainsi en l'honneur d'Alexandre Ier de Russie, elle donne alors son nom à la place. Mais la population préfère appeler l'endroit place des trois croix, même s'il n'y a désormais plus trois croix sur la place, mais six : outre les trois mentionnés ci-dessus, il y en a également deux au sommet des façades nord et sud de l'église, ainsi qu'une devant l'Institut pour les sourds, érigé en 1827 (et initialement dirigé par l'Église catholique).
Pendant l'Insurrection de Varsovie en 1944, la place et la plupart des bâtiments environnants sont détruits. Après 1945, l'église et l'institut pour les sourds sont reconstruits à l'identique.
La place accueille maintenant plusieurs commerces de détail. Adjacents à la place se trouvent la Bourse de Varsovie, une succursale de la banque HSBC et un hôtel du groupe Sheraton.

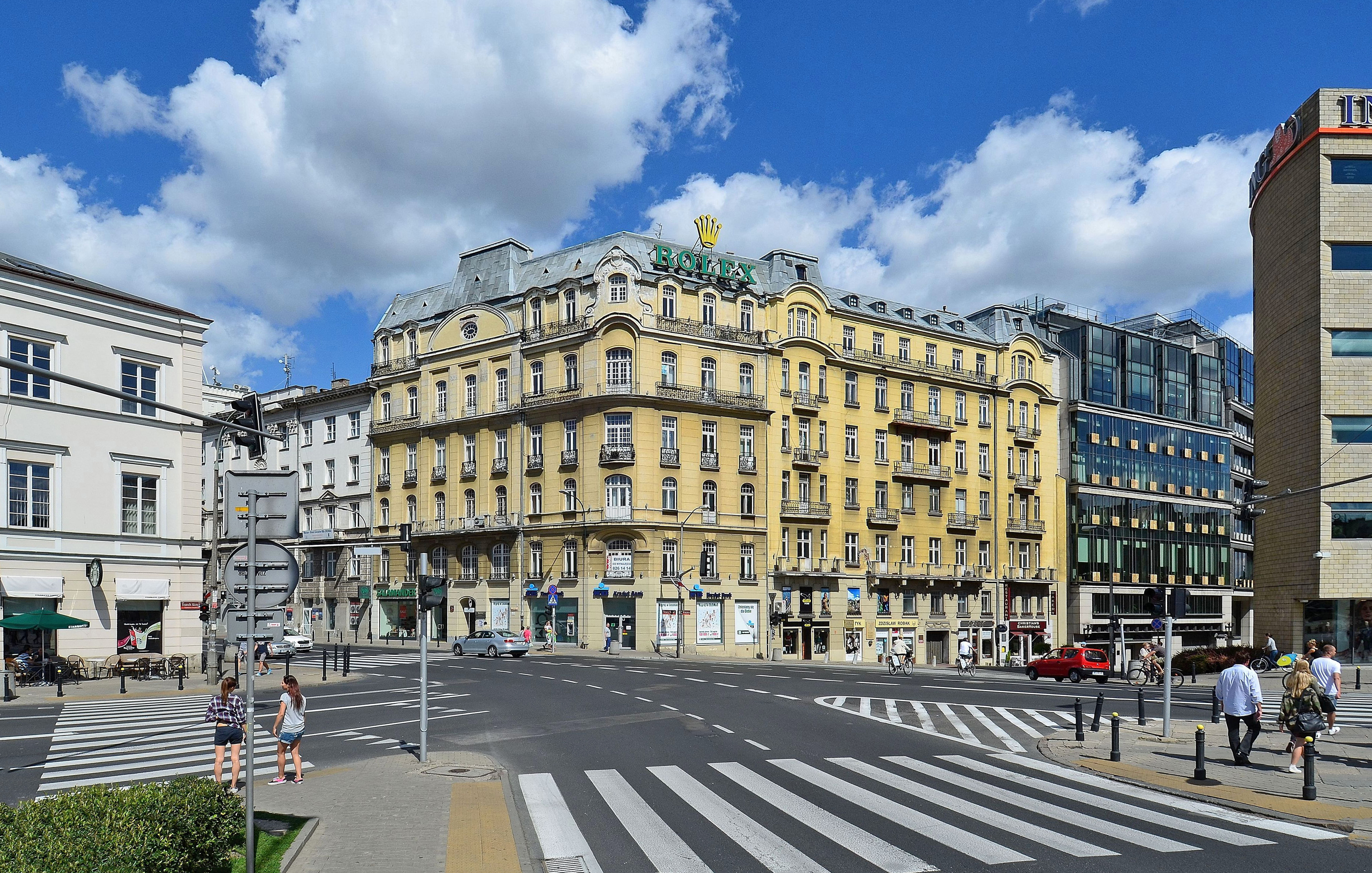
L'actuelle place des Trois Croix, vue vers Ulica Nowy Świat

## Sources
- (en) Cet article est partiellement ou en totalité issu de l’article de Wikipédia en anglais intitulé « Three Crosses Square » (voir la liste des auteurs).

- (pl) Cet article est partiellement ou en totalité issu de l’article de Wikipédia en polonais intitulé « Plac Trzech Krzyży w Warszawie » (voir la liste des auteurs).